# Allopachria quadripustulata
Allopachria quadripustulata är en skalbaggsart som beskrevs av Zimmermann 1924. Allopachria quadripustulata ingår i släktet Allopachria och familjen dykare. Inga underarter finns listade i Catalogue of Life.